# Buli (langue malayo-polynésienne)
Pour les articles homonymes, voir Buli.
Le buli est une langue d'Indonésie parlée aux Moluques. Ses locuteurs étaient au nombre de 2 520 en 2000. Ils habitent trois villages sur la côte orientale du centre de l'île de Halmahera.
Le buli appartient à un sous-groupe, dit « Sud-est », dans le groupe Halmahera du Sud des langues Halmahera du Sud-Nouvelle Guinée occidentale.